# Oliarus tamangensis
Oliarus tamangensis är en insektsart som beskrevs av Van Stalle 1991. Oliarus tamangensis ingår i släktet Oliarus och familjen kilstritar. Inga underarter finns listade i Catalogue of Life.